# استان سینگیدا

موقعیت استان سینگیدا در نقشه تانزانیا

سینگیدا یکی از استانهای کشور تانزانیا می‌باشد.
این استان از سمت شمال با استان شینیانگا، از شمال شرقی با استان مانیارا، از شرق با استان دودوما، از جنوب شرقی با استان ایرینگا، از جنوب غربی با استان امبیا و از غرب با استان تابورا همسایه می‌باشد.
این استان یکی از فقیرترین استانهای تانزانیا می‌باشد.
بر پایه نتایج سرشماری عمومی نفوس و مسکن که در سال ۲۰۰۲ توسط دولت تانزانیا انجام شد جمعیت این استان بالغ بر ۱٬۰۹۰٬۷۵۸ نفر اعلام شده‌است و کمیسیونر منطقه‌ای این استان آقای اوله کانه می‌باشد.

## شهرستانها
استان سینگیدا به لحاط اداری و مدیریتی به چهار شهرستان تقسیم شده‌است. شهرستانهای:
- شهرستان ایرامبا
- شهرستان مانیونی
- شهرستان سینگیدای روستایی
- شهرستان سینگیدای شهری